# جامع الخلفاء الراشدين
جامع الخلفاء الراشدين هو مسجد يقع في وسط مدينة أسمرة عاصمة إريتريا. صمم من قبل جيدو فيرازا وتم بنائه في عام 1938 بمبادة من بينيتو موسوليني لإثارة إعجاب السكان المسلمين، الذين يشكلون حوالي 50 ٪ من المنطقة.